# 大卫·韦克斯勒
大卫·韦克斯勒（David Wechsler，1896年1月12日—1981年5月2日）是一位美国杰出的心理学家，他制定了著名的智力量表，例如韦克斯勒成人智力量表（WAIS0）和韦克斯勒儿童智力量表（WISC）。

## 生平
大卫·韦克斯勒出生于罗马尼亚Lespezi的一个犹太人家庭，童年时期跟随父母移民到美国。他就读于纽约市立学院和哥伦比亚大学，在Robert S. Woodworth指导下，1917年获得硕士学位，1925年获得博士学位。在第一次世界大战期间，他服務於美國陸軍。